# بيدرو دوق كويمبرا
انفانتي بيدرو (1392 - 20 مايو 1449؛ بالنطق البرتغالية: [ˈpedɾu] هو ابن الثاني لـ جواو الأول ملك البرتغال وفيليبا لانكاستر، وأيضا والد إيزابيل من كويمبرا زوجة أفونسو الخامس ملك البرتغال والدة الملك جواو الثاني.

## النشأة

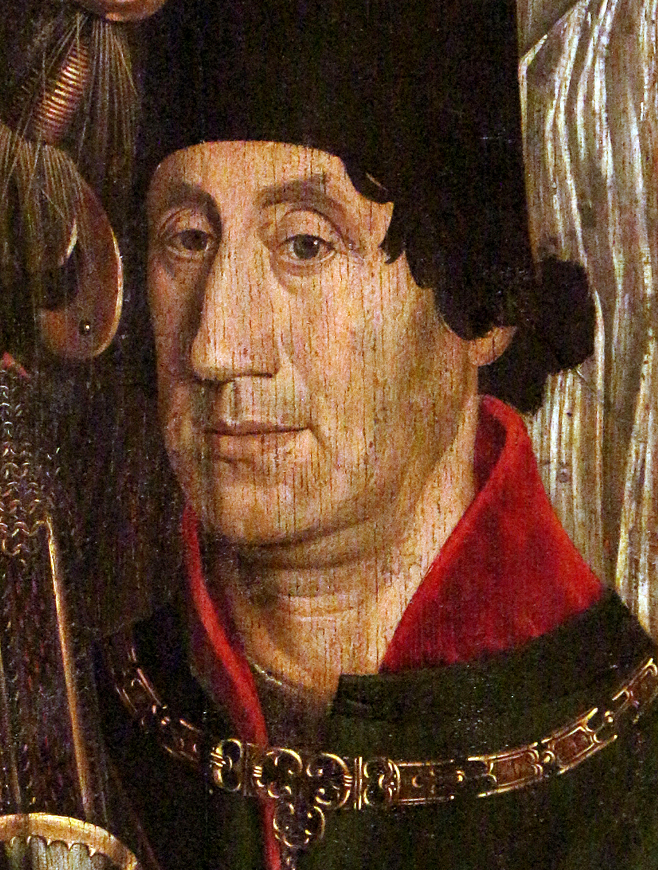
بيدو دوق كويمبرا

منذ وقت ولادته اعتبر واحد من أبناء جواو الأول المفضلين، جنباً إلى جنب مع إخوته تلقى تعليماً استثنائياً نادراً ما ينظر إليها في تلك الأوقات، حيث شمل أخوته دوارتي وهنريك جواو بيدرو نشأ في بيئة هادئة جداً.
في 14 أغسطس 1415 رافق والده وإخوته دوارتي وهنريك إلى سبتة في المغرب، توفيت والدته في الشهر السابق قبل الغزو، أعطت كل من أبنائها وهي على فراش الموتى السيف المرصع بجواهر، ورفض بيدرو أن يتم تكريمه قبل أن يظهر الشجاعة في المعركة، بحيث جرى تكريمه جنباً إلى جنب مع إخوته في اليوم التالي؛ بحيث أعطى له والده دوق كويمبرا، في حين اعطى أخيه الأصغر هنريك دوق فيسيو.

## رحلة أوروبية
ومع الانتهاء من ترجمة كتاب سينيكا دي بينيفيسييس في 1418، قام برحلة واسعة النطاق في جميع أنحاء أوروبا، وبقى بعيداً عن البرتغال للسنوات العشر المقبلة، بحيث اجتماع مع خوان الثاني ملك قشتالة في بلد الوليد، وأيضا تابع إلى المجر حيث تلقى مع ملكها زيكموند ودخل في خدمته، أيضا حارب مع جيوش الإمبراطورية ضد الأتراك والهوسيين في بوهيميا، وأيضا منحت له دوقية تريفيزو في شمال إيطاليا في 1422، عام 1424 غادر الإمبراطورية الرومانية المقدسة، تلقى أولاً مع مراد الثاني سلطان الإمبراطورية العثمانية في جزيرة بطمس، ومن ثَم تابع إلى سيره إلى القسطنطينية عاصمة الإمبراطورية البيزنطية؛ إلا أن المواقف الميؤوسة منها في المدينة التي تعرضت للهجوم العثماني لم تنجح في إقناعه، من القسطنطينية سافر إلى الأراضي المقدسة عبر القاهرة والإسكندرية.
سافر في 1425 إلى فرنسا وإنكلترا، زار جامعات باريس وأوكسفورد، قبل وصوله إلى فلاندرز عام 1426، هبط دوق كويمبرا في إنكلترا، وقد احضر معها هدية المقصودة للبلاط التي أعطيت لـ دوق إكستر عوضاً عن دفع الديون، وبقي في الوقت المناسب حتى حصل على امتيازات وسام فارس الرباط بحيث كان ملزماً بدفع له من قبل وزير الخزانة 10 جنيه إسترليني.
الزوجة الثانية لـ فيليب الطيب دوق بورغندي توفيت عام 1425، بيدرو أوصى له بـ شقيقته إيزابيلا لكي يتزوجها، أرسل فيليب في وقت لاحق وفداً إلى البرتغال بين عامي 1428-1429، والتي تضمنت الرسام الشهير جان فان إيك، الذي رسم صورتان لانفانتا، فيليب وإيزابيلا تزوج في نهاية المطاف في 7 يناير 1430، وكان واحد من أبنائهم الدوق شارل الجريء، في 1427 كتب بيدرو رسالة الشهيرة لأخيه الأكبر، لاحقاً الملك دوارتي على «الإدارة السليمة من الممالك»، من بروج؛ في وقت لاحق من ذلك العام هنري السادس ملك إنكلترا جعله فارس الرباط (كما سبق فعل مع والده وشقيقه الأكبر سناً) في 1428 زار بيدرو دوقيته في تريفيزو القريبة من مدينة البندقية، حيث قُدم له نسخة من كتاب ماركو بولو من قبل دوغ البندقية؛ حيث احتوى على خرائط للطرق التجارة البنادقة في الشرق، بحيث أنه تم شراؤها، لأخيه الأصغر هنريك، ومن البندقية سافر إلى روما، حيث استقبله البابا مارتن الخامس ومن هناك تابع إلى برشلونة حيث تفاوض نحو زواج شقيقه دوراتي من «ليونور من أراغون» وكذلك تفاوض لزواجه من «إيزابيلا من أورغل»، قبل أن يعود أخيراً إلى البرتغال.
في 1433 أنه أكمل عمله في ستة مجلدات الشهيرة، ذا ترتادو بينفيتوريا فيرتوسا.

## الوصاية على العرش
مع وفاة أخيه الملك دوارتي الأول في 1438 خلفه ابنه القاصر أفونسو الخامس في البداية اختيرت الملكة الأم للوصاية عليه، لم يكن هذا الاختيار له شعبية كافية لأن ليونور كانت من أراغون، وتم استدعائه من قبل أخوه جواو لورد مونساراز دي ريجوينجوس، وبذلك عين الوصي على العرش المملكة خلال عهد أفونسو الخامس الصغير، كان هذا خيار الشعب والبرجوازية المتنامية.
ومع ذلك معظم الأرستقراطية وخصوصا تلك التي التفت حول أفونسو، كونت بارسيلوس (الشقيق بيدرو الأكبر)، و «ليونور من أراغون» كانت لها شكوك حول قدرة بيدرو السياسي، مما أدت إلى حرب تأثيرات ، وبعد سنوات قليلة تمكن أفونسو، كونت بارسيلوس في أن يصبح العم المفضل للملك الشاب.
في 1443، في بادرة مصالحة، بيدرو إنشاء لأفونسو دوقية براغانزا، ويبدو أن العلاقات بين أخوين عادت إلى الحياة الطبيعية، ولكن مع 1445 بدأت العلاقات في التوتر وخاصة بعد تزويج بيدرو ابنته إيزابيلا لأفونسو الخامس، وعلى الرغم من أن البلد ازدهرت تحت نفوذه، فخلال هذه الفترة قام بالإعانات الأولى لاستكشاف المحيط الأطلسي تحت قيادة هنريك الملاح.

## التمرد
في 9 يونيو 1448 وأعاد بيدرو السلطة إلى الملك، ابطل أفونسو الخامس جميع المراسيم بيدرو وبدء الحكم بنفسه، في السنة التالية وتحت الاتهامات بعد أن اثبت أن هذه الإقرارات كانت كاذبة، أعلن أفونسو الخامس بيدرو من المتمردين، وأصبح الوضع لا يمكن تحملها وبدأت حرب أهلية لكنها كانت قصيرة لأنه توفي في 20 مايو 1449 خلال معركة ألفاروبيرا قرب آلوركا، الظروف الدقيقة لوفاته كانت قابلة للنقاش: يقول البعض أنه كان في القتال، وبينما يقول آخرون أنه اغتيل على يد أحد رجاله.
مع وفاة بيدرو سقطت البرتغال في أيدي أفونسو، دوق براغانزا مع تأثيره المتزايد على مصير البلاد، ومع ذلك الوصي بيدرو لم ينتسي أبداً، بحيث أن بيدرو ذكر عدة مرات من قبل حفيده الملك جواو الثاني من البرتغال الذي أدى إلى الاضطهاد لأمراء براغانزا من قبل حفيده رداً على مؤامراتهم التي تسببت في سقوط أحد الأمراء الجيل المبجل.

## الزواج والذرية
تزوج في 1429 من إيزابيلا من أورغل ابنة خايمي الثاني كونت أورغل المرشح لعلرش أراغون في تسوية كاسبي، والزوجان لديهم خمسة أبناء:-
- بيدرو الخامس ملك أراغون (1429-1466)، مدعي العرش الأراغوني بين عامي (1466-1463).
- جواو، أمير أنطاكية (1431-1457)، وهو متزوج من شارلوت دي لوزينيان وريثة قبرص في 1456 تم إنشاء له لقب أمير أنطاكية هو لقب تشريفي، ربما كان مسموماً من قبل حماته.
- إيزابيلا من كويمبرا (1432-1455)، هي ملكة البرتغال القرينة بزواجها من أفونسو الخامس.
- إنفانتي خايمي من كويمبرا (1434-1459)، هو الكاردينال ورئيس أساقفة لشبونة، عاش في إيطاليا؛ قبره يوجد في كنيسة دير سان ميناتو آل مونتي في فلورنسا.
- انفانتا بياتريس من كويمبرا (1435-1462)، تزوجت من أدولف من كليفز، لورد رافنشتاين.
- انفانتا فيليبا من كويمبرا (1437-1493)، وهي راهبة.

## روابط خارجية
- بيدرو دوق كويمبرا على موقع الموسوعة البريطانية (الإنجليزية)